# Việt Nam Quang phục Hội

Quốc kỳ Ngũ tinh theo cuốn Tự phán của Phan Bội Châu

Quân kỳ Ngũ tinh Quang Phục quân theo mô tả trong cuốn Tự phán của Phan Bội Châu

Việt Nam Quang phục Hội (chữ Hán: 越南光復會) là một tổ chức cách mạng thành lập năm 1912 do Phan Bội Châu đề xướng theo chủ nghĩa dân chủ với mục đích đánh đuổi người Pháp khỏi Đông Dương. Tôn chỉ của tổ chức này là: Khôi phục Việt Nam, kiến lập Việt Nam Dân quốc.

## Hình thành
Sau khi cuộc Cách mạng Tân Hợi thành công ở Trung Hoa thì triều đình nhà Thanh cáo chung và tư tưởng dân chủ đã thuyết phục được Phan Bội Châu noi theo con đường mới thay vì đường lối quân chủ lập hiến trước kia. Tuy vậy ông vẫn suy tôn Kỳ Ngoại hầu Cường Để làm Hội chủ, chức Bộ trưởng Tổng vụ của một hội đoàn mới mang tên Việt Nam Quang phục Hội.
Phan Bội Châu tự đảm nhận làm Phó hội chủ cùng là đại diện Trung Kỳ, Nguyễn Thượng Hiền là đại diện Bắc Kỳ và Nguyễn Thần Hiến là đại diện Nam Kỳ. Ba ông là thành phần "Bình nghị Bộ" của Hội.
Mười thành viên khác là "Chấp hành bộ" để lo việc điều hành gồm:
- Quân vụ Ủy viên: Hoàng Trọng Mậu và Lương Ngọc Quyến
- Kinh tế Ủy viên: Đặng Tử Kính và Mai Lão Bạng
- Giao tế Ủy viên: Lâm Đức Mậu và Đặng Bỉnh Thành
- Văn hóa Ủy viên: Phan Bá Ngọc và Nguyễn Yên Dược
- Thư vụ Ủy viên: Đinh Tế Dân và Phan Quý Chức

Trụ sở Hội đặt ở Quảng Châu, Trung Hoa.
Thành phần trong nước có ba ủy viên đảm nhiệm ba kỳ: Bắc Kỳ là Đặng Xung Hồng (Đặng Hữu Bằng), Trung Kỳ là Lâm Quảng Trung (Võ Quang) và Nam Kỳ là Đặng Bỉnh Thành.
Đội quân thành lập lấy tên là "Quang Phục quân", có sách nội quy với tên Quang Phục quân Phương lược hơn 100 trang do Phan Bội Châu và Hoàng Trọng Mậu soạn.

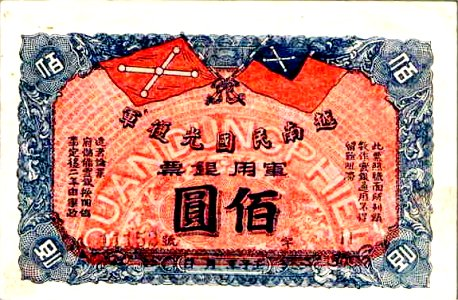
Quân dụng phiếu in Quân kỳ và Hội kỳ

Hội lấy cờ đỏ, góc tư trên màu sẫm với năm ngôi sao trắng xếp thành chữ "X" làm hội kỳ của Việt Nam Quang phục Hội, quốc kỳ là cờ vàng với năm ngôi sao đỏ, quân kỳ của Quang Phục quân là cờ đỏ năm ngôi sao trắng.
Trong cuốn Tự phán, Phan Bội Châu có viết về việc Việt Nam Quang phục Hội thực hiện việc thiết kế quốc kỳ và quân kỳ năm 1912 tại Quảng Châu, Trung Hoa.
| “ | Xưa nước ta chỉ có cờ Hoàng Đế mà không có cờ nước cũng là một việc đáng quái gở. Hội Việt Nam Quang Phục mới chế định ra quốc kỳ gọi bằng cờ ngũ tinh, dạng huy thức dùng bằng cách ngũ tinh liên châu: Nhân vì nước ta có năm địa bộ, sở dĩ dùng thức nầy để tỏ rõ cái ý năm đại bộ liên lục làm một. Sắc cờ dùng hoàng địa, hồng tinh làm cờ nước, hồng địa bạch tinh làm cờ quân. Hoàng là để biểu thị nhân chủng ta. Hồng là biểu thị sắc nước ta: Nam phương thuộc hỏa, hỏa sắc hồng. Quân kỳ sở dĩ dùng bạch tinh là tỏ rõ mục đích quân cốt đánh đổ chính phủ người (da) trắng | ” |

Cờ kéo lên ở Phủ Tam Kỳ trong cuộc khởi nghĩa, theo miêu tả, là cờ của Việt Nam Quang phục Hội chứ không phải quốc kỳ hay quân kỳ.

## Hoạt động
Để tài trợ công cuộc, Hội còn lập thêm "Chấn Hoa Hưng Á Hội" ở Quảng Đông để lôi cuốn sự quyên góp của người Hoa bằng cách bán "quân dụng phiếu" với mệnh giá 5, 10, 20 và 100 viên.

### Ném tạc đạn khủng bố
Việt Nam Quang phục Hội trong những năm 1913-1915, với yêu sách khôi phục chủ quyền cho Việt Nam, quyết dùng bạo động để gây tiếng vang trong dân chúng cũng như tạo áp lực với chính quyền Đông Dương thuộc Pháp. Trong số những sự kiện đáng kể là vụ ám sát quan tuần phủ tỉnh Thái Bình Nguyễn Duy Hàn bằng tạc đạn vào trưa ngày 19 tháng 4 năm 1913 do Phạm Văn Tráng và Phạm Đề Quy thực hiện. Hai tuần sau vào chiều ngày 26 tháng 4, Nguyễn Khắc Cần và Nguyễn Văn Thụy ném tạc đạn vào khách sạn Hanoi Hôtel ở phố Tràng Tiền, Hà Nội, giết chết hai thiếu tá Pháp Chapuis & Montgrand cùng làm một số người khác bị thương.
Chính quyền Bảo hộ liền đàn áp mạnh mẽ, lập Hội đồng Đề hình vào tháng Năm 1913 để truy tố 99 người. Họ tuyên án tử hình bảy người; một người bị án chung thân khổ sai và tám người bị án lưu đày. Bảy người bị chém là Phạm Văn Tráng (người giết Nguyễn Duy Hàn), Nguyễn Văn Túy (người ném bom khách sạn), Nguyễn Khắc Cần, Vũ Ngọc Thụy, Phạm Hoàng Quế và Phạm Hoàng Triết. Ngoài ra năm hội viên Việt Nam Quang phục Hội là Cường Để, Phan Bội Châu, Nguyễn Hải Thần, Nguyễn Quỳnh Chi và Nguyễn Bá Trác cũng bị tuyên án tử hình khiếm diện. Người Pháp còn làm áp lực với Trung Hoa để ngưng yểm trợ nghĩa quân nên Hội mất căn cứ ở vùng biên giới Việt-Hoa.

### Vận động lính bản xứ
Năm 1913, hội viên Đỗ Cơ Quang (Đỗ Chân Thiết) được Hội giao đem sách Hà Thành liệt sử truyện, do Phan Bội Châu viết về vụ đầu độc người Pháp hồi năm 1908, về nước để phân phát trong các đội lính bản xứ nhưng về đến Hà Khẩu việc bị phát giác. Ông cùng 50 nghĩa quân khác bị chém đầu. Tài liệu khác cho rằng Đỗ Chấn Thiết đã thành lập được Chi hội ở Vân Nam và định đánh úp thành Hà Nội.

### Đánh đồn Tà Lùng
Cuối năm 1914 thì Phan Bội Châu bị nhà chức trách Trung Hoa bắt giam, mãi đến năm 1917 ông mới được thả. Dù vắng Phan Bội Châu, Hội vẫn tiếp tục hoạt động dưới sự lãnh đạo của Nguyễn Thượng Hiền. Tháng 3 năm 1915, Việt Nam Quang phục Hội chủ trương đánh úp Móng Cái, Lạng Sơn, Hà Khẩu với ba đường do Nguyễn Mạnh Hiếu, Nguyễn Thượng Hiền và Hoàng Trọng Mậu chỉ huy. Do bất đồng nội bộ nên chỉ mở cuộc tấn công đồn Tà Lùng ở Cao Bằng nhưng thất bại.

### Phá ngục Lao Bảo
Ngày 28 tháng 9 năm 1915, tù nhân Lao Bảo, chủ yếu là các thành viên của Việt Nam Quang phục Hội, Duy tân Hội,... do Liêu Thanh và Hồ Bá Kiện chỉ huy đã nổi dậy. Tù nhân khoảng 200 người giết lính canh, phá gông cùm, cướp vũ khí rồi rút chạy và tan rã chỉ sau 1 tháng.

### Mưu khởi nghĩa ở Trung Kỳ
Năm 1916 các ông Trần Cao Vân và Thái Phiên định khởi nghĩa ở Huế và Quảng Nam sau khi liên lạc được với vua Duy Tân hầu đưa nhà vua ra quân khu dựng cờ chống Pháp nhưng việc vỡ lở. Vua Duy Tân bị đày sang Réunion. Các ông Thái Phiên, Trần Cao Vân, Phạm Hồng Cương, Phan Thành Tài đều bị hành quyết.

### Khởi nghĩa Thái Nguyên
Lương Ngọc Quyến, Quân vụ Ủy viên của Hội, khi bị giam ở Thái Nguyên đã vận động được một số cai đội của trại lính khố xanh người Việt nổi dậy, chống lại sĩ quan người Pháp rồi truyền hịch kêu gọi hưởng ứng. Trịnh Văn Cấn cầm đầu cuộc khởi nghĩa nhưng chỉ được năm ngày thì chính quyền Bảo hộ đem quân phản công, dẹp tan. Tuy thất bại, cuộc Khởi nghĩa Thái Nguyên cho thấy trong một đêm quân đội Pháp có thể bị đánh bại nếu cách tổ chức được giữ kín và có quy cũ.

### Mưu sát toàn quyền Merlin
Tháng 6 năm 1924, lợi dụng chuyến viếng thăm Quảng Châu của Toàn quyền Đông Dương Martial Henri Merlin, Phạm Hồng Thái là thành viên của Tâm tâm xã (một nhóm các hội viên trẻ hoạt động độc lập) đã giả dạng nhà báo đột nhập vào khách sạn Victoria rồi ném bom vào bàn tiệc của Merlin. Viên Toàn quyền thoát chết nhưng có năm người Pháp thiệt mạng. Bị truy nã gắt gao, Phạm Hồng Thái nhảy xuống sông Châu Giang tự tử.

## Tan rã
Năm 1925 Phan Bội Châu dự định chuyển đổi Quang phục Hội thành Việt Nam Quốc dân Đảng. Nhưng được Nguyễn Ái Quốc góp ý, nên Phan Bội Châu chuyển sang đường lối xã hội chủ nghĩa. Nhưng chưa kịp cải tổ thì Phan Bội Châu bị thực dân Pháp bắt vào ngày 30 tháng 6 năm 1925 nên Quang phục Hội tan rã.